# Metropolitan Opera House (39e Rue)
Le Metropolitan Opera House, également connu sous le nom d'Old Metropolitan Opera House ou Old Met était un opéra situé au 1411 Broadway à Manhattan, New York. Ouvert en 1883 et démoli en 1967, il précéda le Metropolitan Opera.

## Histoire

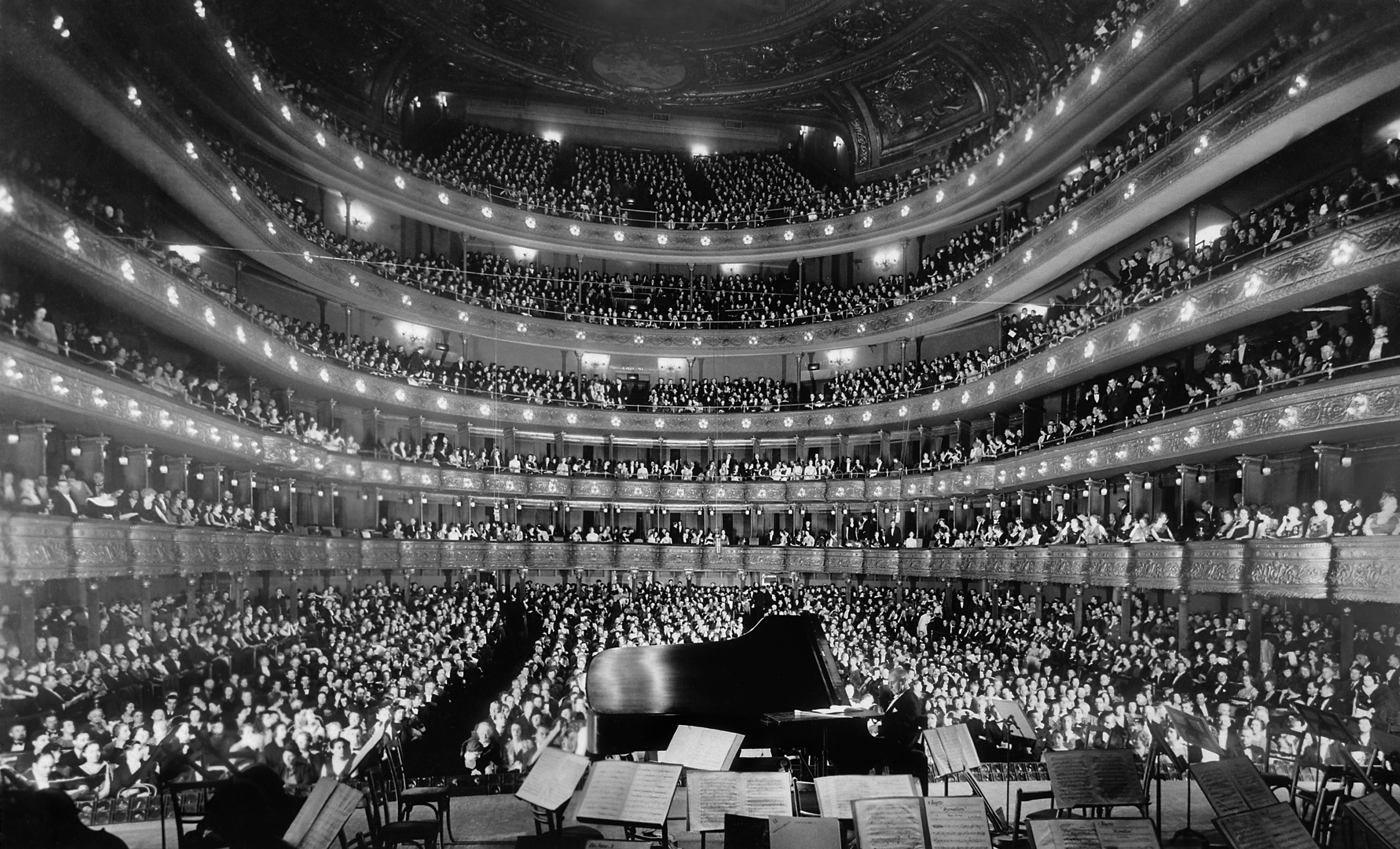
Récital au Old Met du pianiste Josef Hofmann, 28 novembre 1937.

La Metropolitan Opera Company est fondée en 1883. Le Metropolitan Opera House ouvre le 22 octobre 1883 avec une représentation de Faust. Le bâtiment était situé au 1411 Broadway, occupant tout le pâté de maisons entre la 39e Street Ouest et la 40e Rue Ouest, dans le Garment District de Midtown Manhattan. Surnommée « The Yellow Brick Brewery » en raison de son extérieur d'aspect industriel, le Metropolitan Opera House d'origine est conçu par J. Cleaveland Cady. La réception critique du Metropolitan Opera House est largement négative ; une source l'a qualifié de « décevant... plat, sans force et inefficace ».
Le 27 août 1892, le théâtre est ravagé par un incendie. La saison 1892−1893 est annulée et l'opéra est reconstruit à l'identique. Le Vaudeville Club (devenu depuis le Metropolitan Opera Club (en)) fut fondé cette saison-là, organisant des spectacles dans les parties intactes de l'édifice.
En 1903, les architectes Carrère and Hastings (en) redessinent l'intérieur en profondeur. L'auditorium doré avec son lustre rayonnant et son avant-scène incurvée portant les noms de six compositeurs (Gluck, Mozart, Beethoven, Wagner, Gounod et Verdi) dataient de cette époque. Le premier des rideaux de scène en damas doré emblématiques du Met est installé en 1906, complétant l'aspect que l'Old Metropolitan Opera conservera jusqu'à sa fermeture.

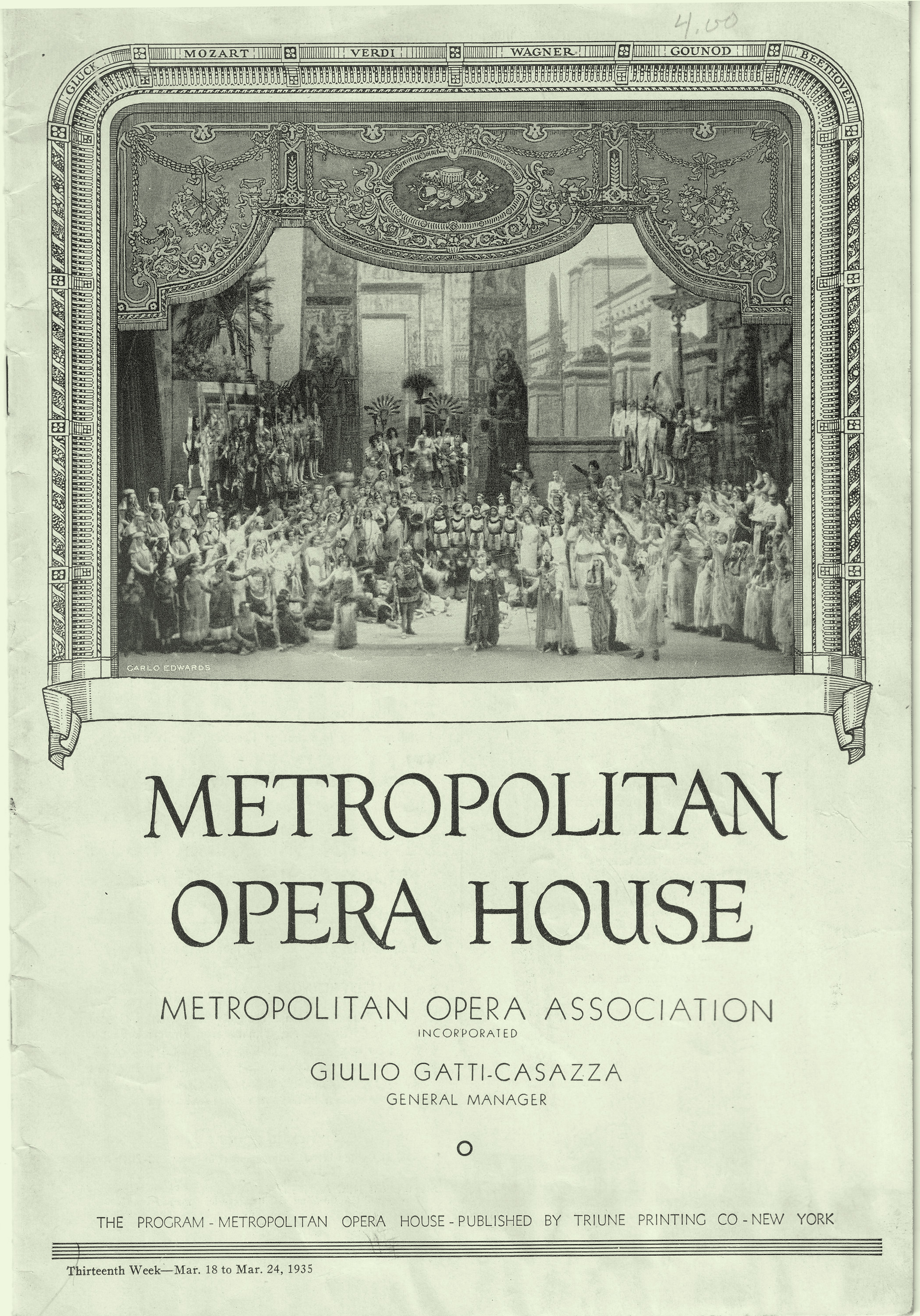
Couverture du programme du Metropolitan Opera House représentant l'arc de l'avant-scène, 1935.

En 1940, jusqu'alors aux mains de riches familles qui occupaient les loges du théâtre, la propriété est transférée à la Metropolitan Opera Association, une organisation à but non lucratif. C'est à cette époque que sont achevés les derniers changements majeurs de l'auditorium. Le deuxième niveau de loges privées (le « grand niveau ») est converti en sièges en rangée. Cela augmente le nombre de places assises et ne laisse que le premier étage de loges du « fer à cheval doré » des origines à la haute société new-yorkaise.
L'Old Met avait une capacité de 3 625 places assises avec 224 places debout.
Alors que l'établissement est louée pour son acoustique et son intérieur, les installations des coulisses sont rapidement jugées insuffisantes pour une grande compagnie d'opéra. Faute de place, les décors et mobiliers sont laissé dehors, posés contre le mur extérieur de la 39e rue, où les équipes doivent les amener ou retirer entre les représentations, souvent par mauvais temps. Divers projets sont proposés au fil des ans pour un nouveau bâtiment, dont un par Joseph Urban. Les nouveaux emplacements proposés comprennent Columbus Circle ou ce qui deviendra le Rockefeller Center, mais aucun ne se concrétise. Ce n'est qu'avec le développement du Lincoln Center dans l'Upper West Side que le Met a enfin l'opportunité de construire un opéra moderne et adapté.
La Commission de préservation des monuments de la ville de New York envisage de classer le Old Met monument de la ville en 1966 ; si le bâtiment avait été protégé, il aurait été l'une des premières désignations de ce type dans la ville.
Le Metropolitan Opera quitte les lieux le 16 avril 1966 avec un gala d'adieu sentimental mettant en vedette presque tous les principaux artistes actuels de la compagnie. Malgré un appel du chef d'orchestre Leopold Stokowski et d'autres, le Met s'oppose à la préservation de son ancienne maison. Le sénateur de l'État de New York , John J. Marchi, présente un projet de loi pour préserver l'opéra mais sans succès. La représentation finale à l'opéra est donnée par le Ballet du Bolchoï, qui conclut une courte série d'apparitions le 8 mai 1966 et le Met déménage au nouveau Met du Lincoln Center en septembre.
L'ancien théâtre est racheté par Jack D. Weiler (en). Le Old Met est rasé en 1967 et remplacé par une tour de bureaux de 40 étages, 1411 Broadway, conçue par Irwin S. Chanin.